# 島津緒繰
島津 緒繰（しまづ おぐり、1984年5月 - ）は、日本の小説家。

## 概要
島津緒繰は、九州出身で現在は東京在住に在住している、双子座で血液型O型の作家である。
第3回『このライトノベルがすごい!』大賞に「擬態少女は夢を見る」を投稿して栗山千明賞を受賞し、2012年に同作を『薄氷あられ、今日からアニメ部はじめました。』と改題してKDがイラストを務める形で出版しデビューを果たしている。

## 主なタイトル
- 薄氷あられ、今日からアニメ部はじめました。
- アーティフィシャル・ロマンス
- ある人気作家の憂鬱